# MTV Movie Awards 1998
Vyhlášení amerických filmových cen MTV 1998 se uskutečnilo 30. května 1998 v Santa Monice v Kalifornii. Moderátorem ceremoniálu byl Samuel L. Jackson.

## Moderátoři a vystupující

### Moderátor
- Samuel L. Jackson

### Hudební vystoupení
- Natalie Imbruglia – „Torn“
- The Wallflowers – „Heroes“
- Brandy feat. Ma$e – „Top of the World“

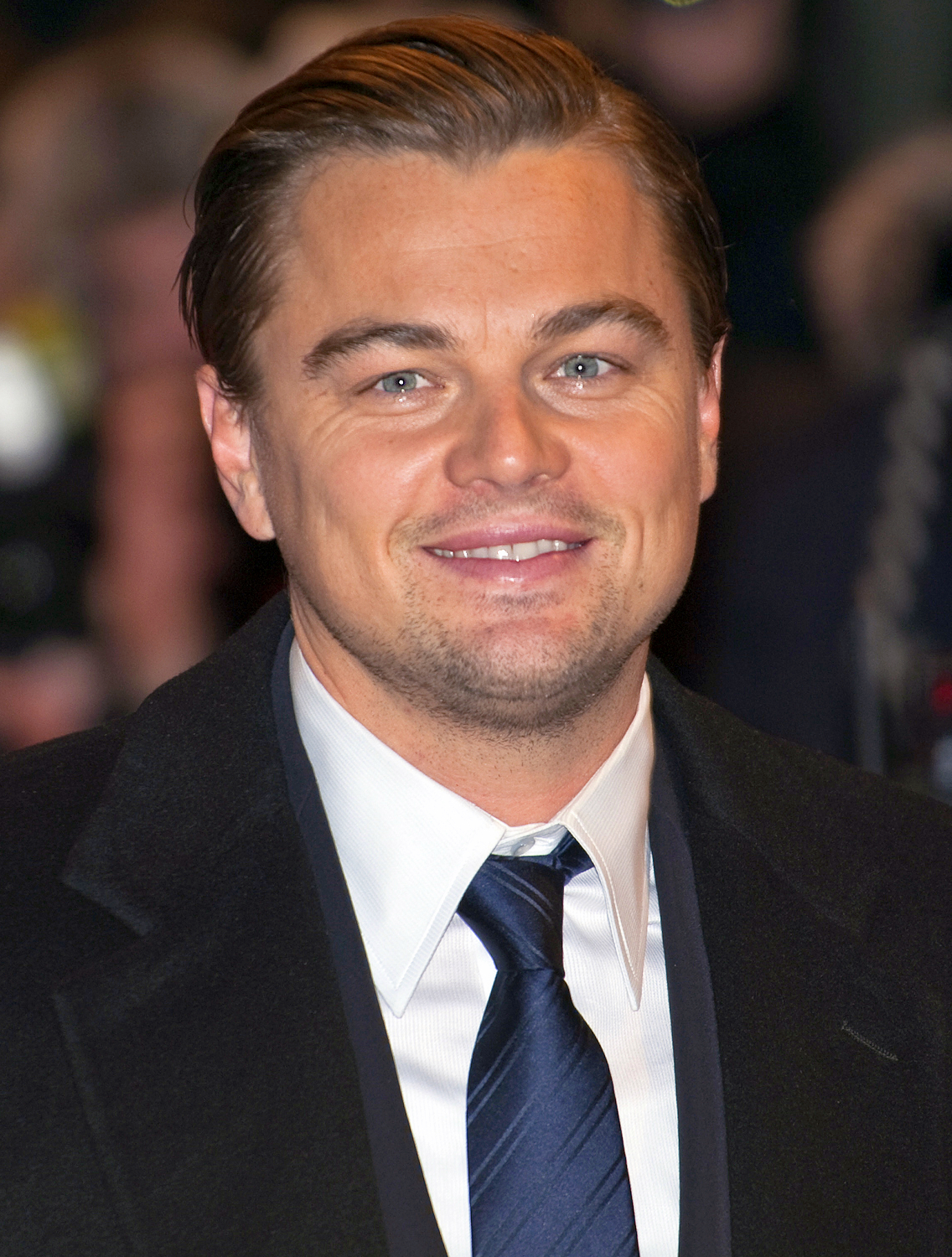
Leonardo DiCaprio, vítěz v kategorii nejlepší herec

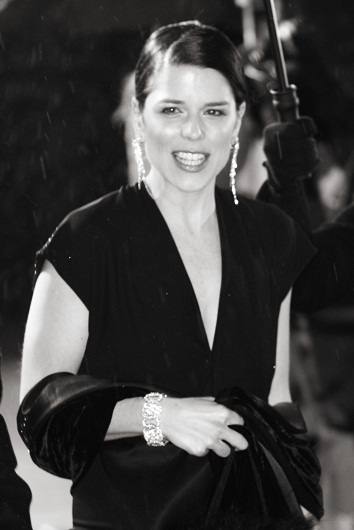
Neve Campbell, vítězka v kategorii nejlepší herečka

## Nominace a ocenění
| Film roku | Film roku |
| --- | --- |
| Titanic - Austin Powers: Špionátor - Tváří v tvář - Dobrý Will Hunting - Muži v černém | |
| Nejlepší herec | Nejlepší herečka |
| Leonardo DiCaprio – Titanic - Nicolas Cage – Tváří v tvář - Matt Damon – Dobrý Will Hunting - Samuel L. Jackson – Jackie Brownová - John Travolta – Tváří v tvář                                                                                | Neve Campbell – Vřískot 2 - Vivica A. Fox – Duch rodiny - Helen Hunt – Lepší už to nebude - Julia Roberts – Svatba mého nejlepšího přítele - Kate Winslet – Titanic |
| Objev roku | Nejlepší dvojice |
| Heather Graham – Hříšné noci - Joey Lauren Adams – Hledám Amy - Rupert Everett – Svatba mého nejlepšího přítele - Sarah Michelle Gellar – Tajemství loňského léta - Jennifer Lopez – Selena                                                     | Nicolas Cage a John Travolta – Tváří v tvář - Ben Affleck a Matt Damon – Dobrý Will Hunting - Drew Barrymoreová a Adam Sandler – Píseň pro nevěstu - Leonardo DiCaprio a Kate Winslet – Titanic - Tommy Lee Jones a Will Smith – Muži v černém |
| Nejlepší zloduch | Nejlepší komediální výkon |
| Mike Myers – Austin Powers: Špionátor - Nicolas Cage a John Travolta – Tváří v tvář - Gary Oldman – Air Force One - Al Pacino – Ďáblův advokát - Billy Zane – Titanic                                                                           | Jim Carrey – Lhář, lhář - Rupert Everett – Svatba mého nejlepšího přítele - Mike Myers – Austin Powers: Špionátor - Adam Sandler – Píseň pro nevěstu - Will Smith – Muži v černém |
| Nejlepší píseň | Nejlepší polibek |
| „Men in Black“ – Will Smith — Muži v černém - „A Song for Mama“ – Boyz II Men – Duch rodiny - „Deadweight“ – Beck – Extra život - „Mouth“ – Bush – Americký vlkodlak v Paříži - „My Heart Will Go On“ – Céline Dion – Titanic                   | Drew Barrymoreová a Adam Sandler – Píseň pro nevěstu - Joey Lauren Adams a Carmen Llywelyn – Hledám Amy - Matt Damon a Minnie Driver – Dobrý Will Hunting - Leonardo DiCaprio a Kate Winslet – Titanic - Kevin Kline a Tom Selleck – Svatba naruby |
| Nejlepší souboj | Nejlepší taneční scéna |
| Will Smith vs. nestvůra – Muži v černém - Harrison Ford vs. Gary Oldman – Air Force One - Milla Jovovich vs. mimozemšťan – Pátý element - Demi Moore vs. Viggo Mortensen – G.I. Jane - Michelle Yeoh vs. zlobiví chlapci – Zítřek nikdy neumírá | Mike Myers – “Soul Bossa Nova“ (from Austin Powers: Špionátor) - Mark Addy, Paul Barber, Robert Carlyle, Steve Huison, Hugo Speer a Tom Wilkinson – “You Can Leave Your Hat On“ – Do naha! - Alan Cumming, Lisa Kudrow a Mira Sorvino – “Time After Time“ (Romy a Michele) - Cameron Diaz a Ewan McGregor – “Beyond the Sea“ (Extra život) - Mark Wahlberg – “Machine Gun“ (Hříšné noci) |
| Nejlepší akční scéna | Nejlepší nový filmař |
| Honička – Tváří v tvář - T-Rex napadá San Diego – Ztracený svět: Jurský Park - Napadení – Hvězdná pěchota - Potopení lodi – Titanic - Honička – Zítřek nikdy neumírá                                                                            | Peter Cattaneo – Do naha! |